# Raia-abissal
A raia-abissal (Plesiobatis daviesi) é uma espécie de arraia e o único membro da família Plesiobatidae. Ela é amplamente distribuída no Indo-Pacífico, geralmente sobre sedimentos finos no talude continental superior, em profundidades de 275 a 680 m. Essa espécie atinge 2,7 m de comprimento e 1,5 m de largura. Possui um disco de nadadeira peitoral oval com um focinho longo, flexível e de ângulo largo. A maior parte de toda a segunda metade de sua cauda sustenta uma nadadeira caudal distintamente longa, delgada e em forma de folha. Sua coloração é escura em cima e branca embaixo, e sua pele é quase totalmente coberta por pequenos dentículos dérmicos.
Caçando crustáceos, cefalópodes e peixes ósseos, a raia-abissal pode caçar tanto no fundo do mar quanto bem acima dele em águas abertas. É provavelmente ovovivípara, com a mãe fornecendo histotrofo (“leite uterino”) aos filhotes em gestação. As arraias capturadas merecem cuidado devido aos seus longos ferrões venenosos. Essa espécie é capturada pela pesca comercial em águas profundas, mas em números muito pequenos para ameaçar significativamente sua população. Por isso, a União Internacional para a Conservação da Natureza a avaliou como espécie pouco preocupante.

## Taxonomia e filogenia
A primeira descrição científica da raia-abissal foi feita por John H. Wallace, como parte de um Relatório de Investigação de 1967 do Instituto de Pesquisa Oceanográfica, localizado em Durban. Ele batizou a nova espécie de daviesi em homenagem a David H. Davies, o falecido diretor do Instituto de Pesquisa Oceanográfica, e a colocou no gênero Urotrygon com base em sua nadadeira caudal longa e baixa e na ausência de uma nadadeira dorsal. Os espécimes-tipo foram coletados em setembro de 1996 perto da foz do rio Limpopo em Moçambique: o holótipo é um macho maduro com 92 cm de diâmetro e o parátipo é um macho imaturo com 33 cm de diâmetro. Outros nomes comuns para essa espécie incluem raia-de-Davies e raia-gigante.
Em um estudo filogenético morfológico de 1990, Kiyonori Nishida concluiu que a raia-abissal e a raia-de-seis-guelras (Hexatrygon bickelli) eram as arraias mais basais (subordem  Myliobatoidei). Portanto, ele transferiu essa espécie para seu próprio gênero, Plesiobatis, e família, Plesiobatidae; o nome é derivado do grego plesio (“primitivo”) e batis (“arraia”). Estudos morfológicos posteriores corroboraram a posição basal de Plesiobatis, mas discordaram sobre suas relações com táxons próximos. John McEachran, Katherine Dunn e Tsutomu Miyake, em 1996, não conseguiram resolver completamente a posição do Plesiobatis e, portanto, atribuíram-no provisoriamente à família Hexatrygonidae. McEachran e Neil Aschliman, em 2004, descobriram que o Plesiobatis é o grupo irmão do Urolophus e recomendaram que ele fosse colocado na família Urolophidae. Até que a filogenia seja melhor resolvida, os autores tendem a preservar a família Plesiobatidae.

## Distribuição e habitat
Os registros da raia-abissal vêm de vários locais espalhados pelo Indo-Pacífico: Cuazulo-Natal, na África do Sul e em Moçambique, Golfo de Manar, norte das Ilhas Andamão, Mar da China Meridional, Ilhas Ryūkyū e a cordilheira Kyushu-Palau, ao longo da costa sul da Austrália, noroeste da Austrália, de Rowley Shoals [en] a Baía Shark, nordeste da Austrália, de Townsville a Wooli [en], Nova Caledônia e Havaí. Essa espécie que vive no fundo do mar geralmente habita o talude continental superior em profundidades de 275 a 680 m, sobre substratos lamacentos ou siltosos. Foi feito um registro anômalo de apenas 44 m de profundidade ao largo de Moçambique. Parece ser localmente comum em águas tropicais australianas, mas pode ser mais raro em outros lugares.

## Descrição
A raia-abissal tem um corpo flácido, com nadadeiras peitorais ampliadas formando um disco geralmente mais longo do que largo. As margens principais do disco convergem em um ângulo amplo. O focinho é fino e mede mais de seis vezes o diâmetro da órbita; a ponta do focinho se projeta ligeiramente do disco. Os olhos pequenos estão posicionados logo à frente dos espiráculos, que têm bordas posteriores angulares. As narinas grandes e circulares estão localizadas perto da boca, à qual estão conectadas por um par de sulcos largos. Entre as narinas há uma ampla cortina de pele com uma margem posterior. A boca larga e reta contém de 32 a 60 fileiras de dentes em cada mandíbula, aumentando em número com a idade. Cada dente é pequeno, com uma cúspide baixa e romba; nos machos adultos, os dentes no centro são afiados e apontados para trás. Os cinco pares de fendas branquiais são pequenos e estão localizados abaixo do disco.
As nadadeiras pélvicas são pequenas e têm os cantos externos sem corte. A cauda moderadamente grossa mede de 93 a 102% do comprimento do disco e não possui dobras laterais da pele e nadadeiras dorsais. Um ou dois espinhos serrilhados estão presentes no topo da cauda, logo antes da metade do comprimento. A fina nadadeira caudal origina-se a uma curta distância atrás do ferrão; é simétrica acima e abaixo e termina em um formato arredondado semelhante a uma folha. A pele é densamente coberta por dentículos dérmicos finos, que se tornam esparsos ou ausentes nas nadadeiras pélvicas, em direção à margem do disco ventral e ao redor da boca. A raia-abissal é marrom-arroxeada a enegrecida na parte superior; algumas raias também têm manchas e pontos irregulares mais escuros. A parte inferior é branca, com uma borda escura estreita ao longo das margens laterais do disco. A cauda é totalmente escura e a nadadeira caudal é preta. Essa espécie grande cresce até 2,7 m de comprimento, 1,5 m de largura e 118 kg de peso no sul da África, embora não se saiba que ultrapasse 2 m de comprimento na Austrália.

## Biologia e ecologia

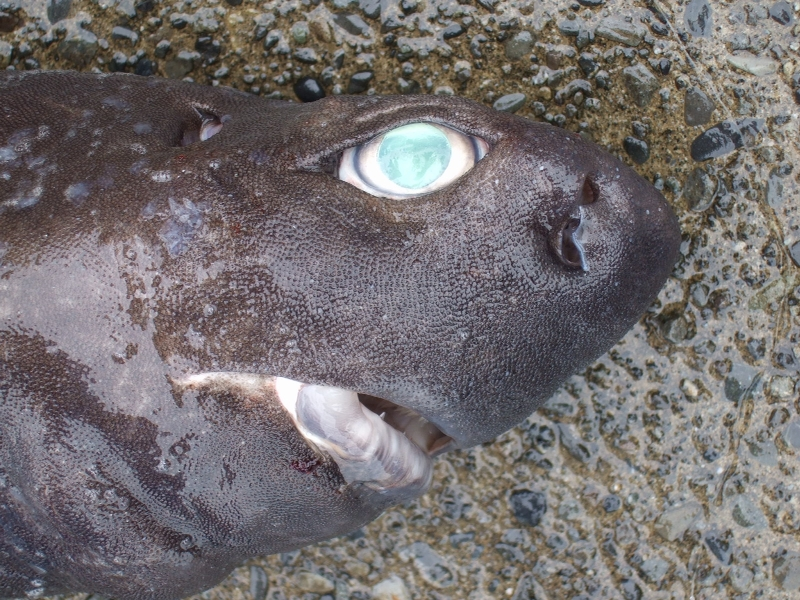
O tubarão Dalatias licha é conhecido por atacar a raia-abissal.

A raia-abissal consiste em cefalópodes, crustáceos (incluindo camarões da família Penaeidae, caranguejos e lagostas) e peixes ósseos (incluindo enguias). Seu focinho longo e flexível é adequado para se enraizar em sedimentos, enquanto a presença de espécies mesopelágicas em sua dieta sugere que ela também pode caçar bem acima do fundo do mar. Um indivíduo registrado foi encontrado severamente ferido por tubarões Dalatias licha, que são capazes de extirpar pedaços de carne de animais maiores. Presume-se que a raia-abissal seja semelhante a outras arraias por ser ovovivípara e ter os embriões em desenvolvimento nutridos por histotrofo produzido pela mãe (“leite uterino”). Devido ao seu grande tamanho e hábitos em águas profundas, provavelmente não é muito prolífica, com uma ninhada pequena e um longo período de gestação. Aparentemente, os filhotes nascem com cerca de 50 cm de comprimento, conforme evidenciado pela captura de um espécime de vida livre desse tamanho que ainda apresentava uma cicatriz no saco vitelino. Os machos e as fêmeas atingem a maturidade sexual com 1,3 a 1,7 m e 1,9 a 2 m de comprimento, respectivamente. O tamanho máximo, e provavelmente também o tamanho de maturação, varia entre as regiões geográficas.

## Interações com seres humanos
Quando capturada, a raia-abissal agita violentamente sua poderosa cauda, e seu ferrão longo e venenoso pode causar ferimentos graves em um pescador. Ela é capturada incidentalmente por redes de arrasto e palangres de águas profundas; a carne pode ser vendida, mas é mal vista. Nenhuma das pescarias comerciais de águas profundas que operam dentro de sua área de distribuição (incluindo as da África do Sul, Taiwan, Indonésia e Austrália) é extensa e, portanto, apenas um pequeno número de raias-abissais é desembarcado. Como resultado, a União Internacional para a Conservação da Natureza determinou que essa espécie é minimamente ameaçada pela atividade humana e a listou como pouco preocupante. No entanto, se a pesca em águas profundas se expandir no futuro, ela poderá ser suscetível ao esgotamento devido à sua provável raridade e baixa taxa de reprodução.